# Myrkskog
Myrkskog ist eine norwegische Metal-Band, die sich im Laufe ihres Bestehens zwischen den Genres Death Metal und Black Metal bewegte.

## Geschichte
Die Band wurde im Jahre 1993 von Destructhor, Master V und Lars Petter gegründet. Im Mai 1994 verließ Schlagzeuger Lars Petter die Band. Er wurde im darauf folgenden Monat durch Bjørn Thomas ersetzt. Ein Auftritt der Band in ihrem Proberaum kam laut offizieller Biographie bei ihrer kleinen Hörerschaft gut an. Probleme führten jedoch dazu, dass die Band sich im gleichen Jahr trennte beziehungsweise pausierte. Im Januar 1995 fand sich die Band jedoch wieder zusammen, wobei Thor Anders „Destructhor“ Myhren und Kenneth „Master V“ Lindberg Führungspositionen einnahmen. Am 8. Mai 1995 schließlich wurde die erste Demoaufnahme fertiggestellt, welche den Namen Ode til Norge trug, es musste jedoch ein Drumcomputer das Schlagzeug ersetzen.
Im April 1996 begann laut Myrkskog eine neue Ära der Band mit den neuen Mitgliedern Eek von Funeral und Odium sowie Tony „Sechtdaemon“ Ingebrigtsen von Odium, dessen aggressiver Stil für die musikalische Entwicklung Myrkskogs richtungsweisend wurde. Im Dezember 1997 betrat Myrkskog erstmals ein Studio und nahm drei Stücke für Labels auf. Die Aufnahmen wurden im Mai 1998 fertiggestellt und erschienen unter dem Titel Apocalyptic Psychotica – The Murder Tape. Die Biographe bei Candlelight Records bezeichnet diese als ihr erstes wirkliches Demo. In der Zwischenzeit stieß die Band auf Savant M von Desolation, Archon und Maleficum. Nach der Veröffentlichung von Apocalyptic Psychotica – The Murder Tape interessierten sich einige Plattenlabels für die Band, letztlich blieb jedoch nur Candlelight Records übrig, mit welchem der erste Plattenvertrag der Band zustande kam.
Im Zeitraum von Juni bis September 1999 wurde im Akkerhaugen Studio das erste Studioalbum Deathmachine aufgenommen, das 2000 erschien. Auf dessen Veröffentlichung folgte eine Tournee durch Europa. Erneut genoss die Band bei ihren Konzerte eine positive Resonanz. Samoth von Emperor, ebenfalls bei Candlelight Records unter Vertrag, äußerte sich positiv zu ihrem Debüt. Ein zur Diskussion gestellter stilistischer Wechsel verursachte jedoch erneut Streitigkeiten- und gipfelte im Austritt von Master V und Savant M. Letzterer gründete die Black-Metal-Band Disiplin. Im Herbst des Jahres 2001 kontaktierten die beiden verbleibenden Mitglieder, Destructhor und Secthdamon, den Bassisten Demariel, seinem Können trauten sie die extreme Geschwindigkeit, welche die Band zwischenzeitlich erreicht hatte, zu. Demariel willigte ein und benannte sich zu Gunsten Myrkskogs zu Gortheon um, da er diesen Namen für passender hielt. Destructhor übernahm neben der Gitarre nun auch den Gesang. Im April 2002 begann die Aufnahme des zweiten Studioalbums Superior Massacre, das im August europaweit veröffentlicht wurde.

## Stil
Myrkskog spielt eine durchweg schnelle Form von Death Metal, der Stil ist nahezu ausnahmslos brachial und hochgradig aggressiv gehalten. Zu Beginn wurde die Band von ihrem Label Candlelight Records als „beachtliche Neuerscheinung des hochgeschwindigkeits Metals“ angepriesen. Bis zum Album Deathmachine wurden vereinzelt Keyboards im typischen Black-Metal-Stil verwendet, die Band wurde außerdem mit Immortal, Emperor, Morbid Angel und Dark Funeral verglichen.
Laut dennis vom Webzine Metal.de wird auf dem Debüt Deathmachine „schlichtweg zu viel gebolzt, wild alles in Grund und Boden geknüppelt und jeder noch so kleine Anflug von Melodie und Wohlklang sofort mit dem nächsten In-Die-Fresse-Riff im Keim erstickt. Dadurch wird die Scheibe ein wenig einfallslos und nur schwer zugänglich, wenngleich das Timing bei diesem Wahnsinnstempo erstaunlicherweise absolut präzise ist. Der Wiedererkennungswert der einzelnen Songs bewegt sich mit Ausnahme des Syndrome 9 re-mix von ‚Pilar Deconstruction‘ dicht bei Null“. Seinem Kollegen David zufolge ist auf dem Nachfolger Superior Massacre „normaler Hochgeschwindigkeits-Death Metal mit Standardgegrunze in nicht sehr abwechslungsreicher Form“. An die „gehobene Klasse“ von Hate Eternals King of All Kings und Vaders Revelations komme nur das Stück Over the Gore heran.

## Diskografie
- 1995: Ode til Norge (Demo)
- 1999: Apocalyptic Psychotica – The Murder Tape (Demo)
- 2000: Deathmachine (Album, Candlelight Records)
- 2002: Superior Massacre (Album, Candlelight Records)